# Suor Angelica
Suor Angelica (Zuster Angelica) is een opera in één bedrijf van Giacomo Puccini op een Italiaans libretto van Giovacchino Forzano. Het is het tweede deel van Il trittico (de triptiek). De eerste uitvoering vond op plaats 14 december 1918 in New York en werd verzorgd door de Metropolitan Opera.

## Rolverdeling
| Rol                                                           | stemtype                | Premièrebezetting, 14 december 1918 (Dirigent: Roberto Moranzoni) |
| ------------------------------------------------------------- | ----------------------- | ----------------------------------------------------------------- |
| Zuster Angelica                                               | sopraan                 | Geraldine Farrar                                                  |
| De prinses, haar tante                                        | alt                     | Flora Perini                                                      |
| Moeder-overste                                                | mezzosopraan            | Rita Fornia                                                       |
| De zuster ordebewaarster                                      | mezzosopraan            | Marie Sundelius                                                   |
| De leermeesteres                                              | mezzosopraan            | Cecil Arden                                                       |
| Zuster Genovieffa                                             | sopraan                 | Mary Ellis                                                        |
| Zuster Osmina                                                 | sopraan                 | Margarete Belleri                                                 |
| Zuster Dolcina                                                | sopraan                 | Marie Mattfeld                                                    |
| De verpleegzuster                                             | mezzosopraan            |                                                                   |
| De bedelzusters                                               | sopranen                |                                                                   |
| De novices                                                    | sopranen                |                                                                   |
| De lekenzusters                                               | sopraan en mezzosopraan |                                                                   |
| Stemmen van de engelen (niet op het toneel), kinderen, mannen |                         |                                                                   |

## Synopsis
Plaats: Een klooster nabij Siena
Tijd: Het laatste gedeelte van de 17e eeuw
De opera begint met scènes die de typische aspecten van het leven in het klooster weergeven: alle zusters zingen hun lofzang, en de zuster ordebewaarster legt de twee lekenzusters boetedoening op en iedereen verzamelt zich op de binnenplaats. De leermeesteres legt uit dat het de eerste van de drie avonden is dat de neergaande zon de fontein bereikt en het water goud kleurt. Dat zijn de avonden waarop de zusters bidden voor de medezusters die het afgelopen jaar zijn overleden. Zuster Genevieve doet het voorstel om wat van het gouden water op het graf van zuster Rosa, die dit jaar overleden is, te sprenkelen.
De zusters bespreken de kleine wensen die zij hebben met elkaar. De ordebewaarster is van mening dat welke wens dan ook verkeerd is. Zuster Genevieve bekent dat ze graag de lammetjes weer zou zien, en zuster Dolcina zou graag iets goeds te eten hebben. Alleen zuster Angelica beweert geen wensen te hebben, maar zo gauw ze dit zegt beginnen de anderen te fluisteren: zuster Angelica heeft gelogen, want ze verlangt al jaren naar bericht van haar familie. Sinds ze zeven jaar geleden het klooster inging heeft ze niets meer van hen gehoord. Het gerucht gaat dat ze voor straf naar het klooster is gestuurd.
De conversatie wordt onderbroken door de ziekenzuster, die zuster Angelica smeekt een geneeskrachtige kruidendrank te maken: haar specialiteit. Dan komen de lekenzusters met de mededeling dat er een koets is gearriveerd bij het klooster. Angelica wordt onmiddellijk nerveus, en denkt (terecht) dat iemand uit haar familie haar komt opzoeken. Moeder-overste spreekt haar bestraffend toe vanwege haar onbetamelijke opwinding en laat dan weten dat het bezoek niemand minder is dan de tante van Angelica, een kille en ongenaakbare prinses.
De prinses legt uit dat Angelica's zuster gaat trouwen, en dat Angelica daarom allerlei papieren moet tekenen om afstand te doen van het recht op haar erfenis. Angelica antwoordt dat ze heeft geboet voor haar zonden, maar dat er één ding is wat ze niet kan doen – de herinnering aan haar onechte zoontje dat haar zeven jaar geleden is afgenomen loslaten. De prinses weigert eerst te spreken, maar uiteindelijk vertelt ze zuster Angelica dat haar zoon aan de koorts gestorven is. Zuster Angelica, totaal geruïneerd, tekent het document en stort ineen. De prinses vertrekt.
Zuster Angelica krijgt een visioen – ze gelooft dat haar zoontje haar roept om naar hem toe te komen in het paradijs. Ze bereidt een gifdrank en neemt die in. Pas dan realiseert ze zich dat zelfmoord een doodzonde is en dat ze zichzelf hiermee verdoemd heeft. Ze smeekt de maagd Maria om vergiffenis en wanneer ze sterft gebeurt er een wonder: de Maagd Maria verschijnt, samen met Angelica's zoon, die haar omhelst.

## Belangrijke aria
- "Senza mamma" - Suor Angelica